# Línea de la Segunda Avenida (IRT)

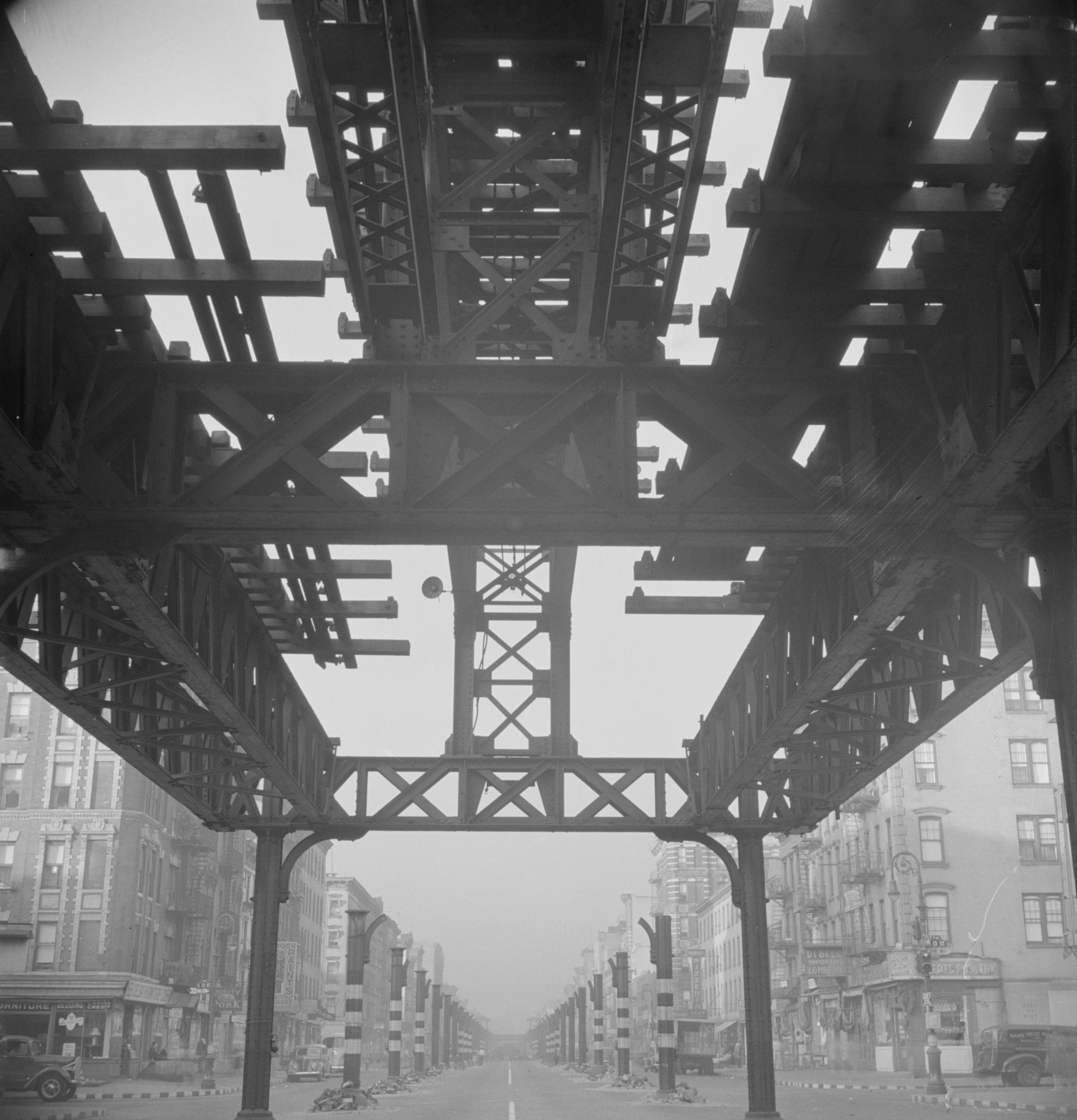
Trabajos de desguace de la estructura, en 1942.

La línea de la Segunda Avenida IRT (del inglés:IRT Second Avenue Line) fue una línea elevada en Manhattan, Nueva York, Estados Unidos, operada por la Interborough Rapid Transit Company hasta que pasó a manos de la ciudad en 1940. La línea dejó de operar el 13 de junio de 1942.
La ruta de autobús M15, que opera a lo largo de la ruta de la Línea Elevada de la Segunda Avenida, transporta a más pasajeros que cualquier otra ruta de la ciudad de Nueva York. Sin embargo, no transporta tantos pasajeros que una línea del metro, y no se permite el intercambio dentro de las estaciones de tránsito rápido. Como reemplazo de la ruta, la línea de la Segunda Avenida ha estado en construcción inclusive antes de que se demoliera la Línea IRT de la Segunda Avenida. La primera fase se espera que abra en 2014.

## Lista de estaciones
| Estación        | Vías   | Apertura                      | Clausurada | Notas |
| --------------- | ------ | ----------------------------- | ---------- | --- |
| South Ferry     | 2      |                               |            | |
| Hanover Square  | 2      |                               |            | |
| Calle Fulton    | 2      |                               |            | |
| Franklin Square | 2      |                               |            | |
| Chatham Square  | 2      |                               |            | Transferencia hacia la línea de la Tercera Avenida y el ramal hacia el Ayuntamiento                                                            |
| Calle Canal     | local  |                               |            | |
| Grand Street    | local  |                               |            | |
| Calle Rivington | local  |                               |            | |
| Primera Calle   | local  |                               |            | |
| Octava Calle    | local  |                               |            | |
| Calle 14        | expres |                               |            | |
| Calle 19        | local  |                               |            | |
| Calle 23        | local  |                               |            | |
| Calle 34        | local  |                               |            | Transferencia al ramal del Ferry de la Calle 34                                                                                                |
| Calle 42        | expres |                               |            | |
| Calle 50        | local  |                               |            | |
| Calle 57        | local  |                               |            | Ramal sobre el Puente Queensboro hacia Queensboro Plaza saliendo de la Calle 59                                                                |
| Calle 65        | local  |                               |            | |
| Calle 72        | local  |                               |            | |
| Calle 80        | local  |                               |            | |
| Calle 86        | expres |                               |            | |
| Calle 92        | local  |                               |            | |
| Calle 99        | local  |                               |            | |
| Calle 105       | local  | Después de que la línea abrió |            | |
| Calle 111       | local  |                               |            | |
| Calle 117       | local  |                               |            | |
| Calle 121       | local  |                               |            | |
| Calle 125       | expres | Después de que la línea abrió |            | |
| Calle 127       | 2      |                               | Al inicio  | |
| Calle 129       | 2      |                               |            | Transferencia hacia la Línea de la Tercera Avenida; después algunos trenes continuaron al norte de la línea, pasando alrededor de la Calle 129 |